# Lu Ying
Lu Ying (Shanghai, 22 januari 1989) is een Chinese zwemster. Ze vertegenwoordigde haar vaderland op de Olympische Zomerspelen 2012 in Londen.

## Carrière
Bij haar internationale debuut, op de Aziatische Spelen 2010 in Kanton, veroverde Lu de bronzen medaille op de 50 meter vlinderslag. In Dubai nam de Chinese deel aan de wereldkampioenschappen kortebaanzwemmen 2010, op dit toernooi eindigde ze als vierde op de 50 meter vlinderslag en als vijfde op de 100 meter vlinderslag.
Op de wereldkampioenschappen zwemmen 2011 in Shanghai sleepte Lu de bronzen medaille in de wacht op de 100 meter vlinderslag, daarnaast eindigde ze gedeeld vierde op de 50 meter vlinderslag. Op de 4x100 meter wisselslag legde ze samen met Zhao Jing, Ji Liping en Tang Yi beslag op de zilveren medaille.
Tijdens de Olympische Zomerspelen van 2012 in Londen veroverde de Chinese de zilveren medaille op de 100 meter vlinderslag. Samen met Zhao Jing, Ji Liping en Tang Yi eindigde ze als vijfde op de 4x100 meter wisselslag. In Istanboel nam Lu deel aan de wereldkampioenschappen kortebaanzwemmen 2012. Op dit toernooi sleepte ze de wereldtitel in de wacht op de 50 meter vlinderslag, daarnaast strandde ze in de series van de 100 meter vlinderslag. Op de 4x100 meter wisselslag eindigde ze samen met Zhou Yanxin, Sun Ye en Tang Yi op de vijfde plaats.
Tijdens de wereldkampioenschappen zwemmen 2013 in Barcelona veroverde Lu de zilveren medaille op de 50 meter vlinderslag. Samen met Sun Ye, Fu Yuanhui en Tang Yi eindigde ze als vierde op de 4x100 meter wisselslag.

## Internationale toernooien
| Jaar | Olympische Spelen                       | WK langebaan                                                  | WK kortebaan                                                  | PanPacs       | Aziatische Spelen |
| ---- | --------------------------------------- | ------------------------------------------------------------- | ------------------------------------------------------------- | ------------- | ----------------- |
| 2010 |                                         |                                                               | 4e 50m vlinderslag 5e 100m vlinderslag                        | geen deelname | 50m vlinderslag   |
| 2011 |                                         | 4e 50m vlinderslag · 100m vlinderslag · 4x100m wisselslag     |                                                               |               |                   |
| 2012 | 100m vlinderslag · 5e 4x100m wisselslag |                                                               | 50m vlinderslag · 18e 100m vlinderslag · 5e 4x100m wisselslag |               |                   |
| 2013 |                                         | 50m vlinderslag · 11e 100m vlinderslag · 4e 4x100m wisselslag |                                                               |               |                   |

## Persoonlijke records
Bijgewerkt tot en met 26 augustus 2013
Kortebaan
| Afstand          | Tijd  | Datum            | Plaats    |
| ---------------- | ----- | ---------------- | --------- |
| 050m vlinderslag | 25,14 | 14 december 2012 | Istanboel |
| 100m vlinderslag | 56,05 | 8 november 2011  | Peking    |

Langebaan
| Afstand          | Tijd  | Datum           | Plaats    |
| ---------------- | ----- | --------------- | --------- |
| 050m vlinderslag | 25,42 | 3 augustus 2013 | Barcelona |
| 100m vlinderslag | 56,87 | 29 juli 2012    | Londen    |